# Test du multiplicateur de Lagrange
 (septembre 2018).
Si vous disposez d'ouvrages ou d'articles de référence ou si vous connaissez des sites web de qualité traitant du thème abordé ici, merci de compléter l'article en donnant les références utiles à sa vérifiabilité et en les liant à la section « Notes et références ».
Le test du multiplicateur de Lagrange (LM) ou test de score ou test de Rao est un principe général pour tester des hypothèses sur les paramètres dans un cadre de vraisemblance. L'hypothèse sous le test est exprimée comme une ou plusieurs contraintes sur les valeurs des paramètres. La statistique du test LM ne nécessite une maximisation que dans cet espace contraint des paramètres (en particulier si l'hypothèse à tester est de la forme {\displaystyle \theta =\theta _{0}} alors {\displaystyle {\hat {\theta }}=\theta _{0}}). Ceci contraste avec les tests de Wald, qui sont basés sur des maximisations dans l'espace non contraint, et les tests de rapport de vraisemblance qui nécessitent deux maximisations : une dans l'espace contraint et l'autre dans l'espace non contraint. Le nom du test est motivé par le fait qu'il peut être considéré comme tester si les multiplicateurs de Lagrange impliqués dans l'application des contraintes sont significativement différents de zéro. Le terme « multiplicateur de gamme » lui-même est un mot mathématique plus large inventé après le travail du dix-huitième siècle mathématicien Joseph-Louis Lagrange. 
Le principe de test LM a trouvé une large applicabilité à de nombreux problèmes d'intérêt pour l'économétrie. De plus, l’idée de tester le coût de l’imposition des restrictions, bien qu’initialement formulées dans un cadre probabiliste, a été étendu à d'autres environnements d'estimation, y compris la méthode de moments et l'estimation robuste.

## Test
On reprend l'estimateur du maximum de vraisemblance {\displaystyle {\hat {\theta }}} (dans l'espace contraint), défini comme la valeur à laquelle la vraisemblance de {\displaystyle \theta } au vu des observations {\displaystyle (x_{1},\ldots ,x_{i},\ldots ,x_{n})} d'un n-échantillon indépendamment et identiquement distribué selon la loi {\displaystyle {\mathcal {D}}_{\theta }} est maximale.
{\displaystyle {\mathcal {L}}(x_{1},\ldots ,x_{i},\ldots ,x_{n};\theta )=f(x_{1};\theta )\times f(x_{2};\theta )\times \ldots \times f(x_{n};\theta )=\prod _{i=1}^{n}f(x_{i};\theta )}
Le score, défini comme le gradient de la log-vraisemblance par rapport aux paramètres : 
{\displaystyle s(\theta )\equiv {\frac {\partial \log {\mathcal {L}}(x_{1},\ldots ,x_{i},\ldots ,x_{n};\theta )}{\partial \theta }}}
est d'espérance nulle autour de {\displaystyle {\hat {\theta }}} sous l'hypothèse nulle (sous certaines hypothèse de régularité).
Plus précisément, {\displaystyle s({\hat {\theta }})} converge en loi vers une loi normale centrée, dont la variance est l'information de Fisher {\displaystyle {\mathcal {I}}({\hat {\theta }})}.
La statistique utilisée est :
{\displaystyle S\equiv \!^{\operatorname {t} }s({\hat {\theta }}){\mathcal {I}}({\hat {\theta }})^{-1}s({\hat {\theta }})}
Sous l'hypothèse nulle, S suit asymptotiquement une loi du χ² dont le nombre de degrés de libertés est le nombre de contraintes imposées par l'hypothèse nulle (en particulier, lorsqu'elle est de la forme {\displaystyle \theta =\theta _{0}} ce nombre est la dimension de {\displaystyle \theta }). 
Si S prend des valeurs trop grandes, l'hypothèse nulle est rejetée.